# Simplimorpha
Simplimorpha is een geslacht van vlinders van de familie van de dwergmineermotten (Nepticulidae). De wetenschappelijke naam voor dit geslacht is voor het eerst voorgesteld door Malcolm John Scoble in een publicatie uit 1983. De naam van dit geslacht verwijst naar de eenvoudige structuur van de mannelijke genitalia.

## Soorten
- S. cercaria Diškus & Stonis, 2018
- S. kailai Stonis & Diškus, 2018
- S. lanceifoliella (Vári, 1955)
- S. nielseni Remeikis & Stonis, 2018
- S. promissa (Staudinger, 1871)
- S. sapphirella Remeikis & Stonis, 2018